# Біннталь

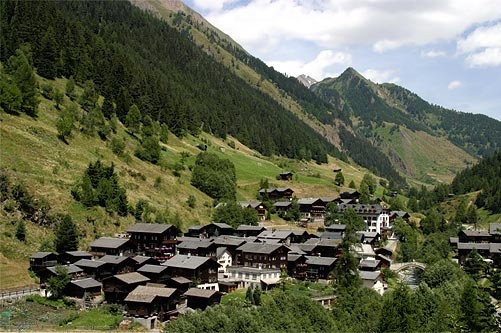
Основний населений пункт долини Біннталь Schmidighischere

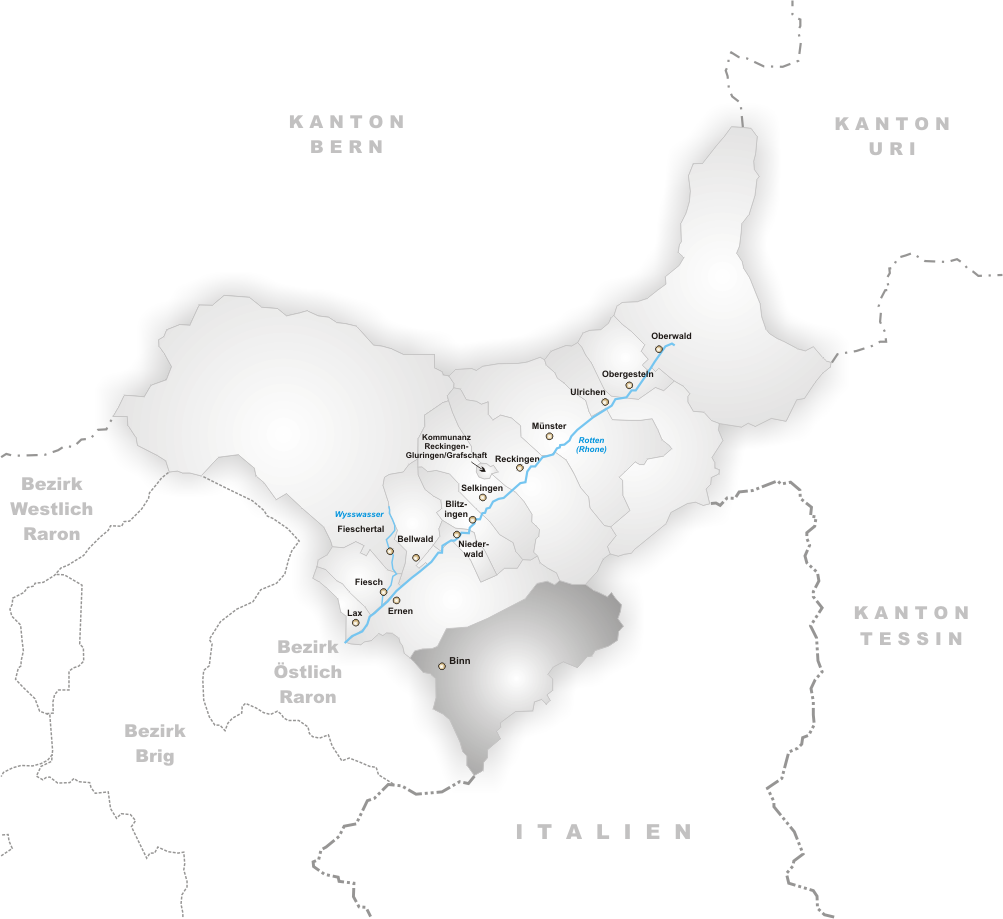

Біннталь, Binntal — також Binnatal — це долина в південній частині округу Гомс у Швейцарія кантоні Вале. Біннталь — бічна долина Долина Рони. Долина майже збігається з площею муніципалітету Бінн, основним населеним пунктом є Schmidighischere. Економіку формують туризм і сільське господарство. Значна частина долини входить до Федеральний кадастр ландшафтів і пам'яток природи Швейцарії. У 2005 році в долині в різних селах проживало близько 200 осіб.

## Історія
Могильні знахідки V століття до н. е. вказують на кельтське поселення. Гірський перевал Albrun Pass вже в римські часи був важливим пунктом перетину в Італію. У 13 столітті населення з місцевості Вальсер переїжджало до Італії через цей перевал. Поки у 1936—1938 роках не було побудовано дорогу, вузька ущелина під Бінном ускладнювала доступ до долини Бінн. Дорога стала безпечною для зими лише після будівництва тунелю довжиною 1,9 км через скелястий вихід «Ебне Матте» у 1963/1964 роках.

## Знахідки корисних копалин
Біннталь є добре відомою місцевістю для мінералів. Це одне з десяти найвідоміших характерних для мінералів типових місцевостей у світі і відоме з 18 століття. Загалом там знайдено 165 мінералів і 14 різновидів. Ленгенбах також вважається типовою місцевістю для 44 мінералів.
Наразі у всій долині Біннталь (станом на 2019 рік) було виявлено понад 330 мінералів і різновидів, з яких 288 є незалежними мінеральними видами і 61 є типовими мінералами місцевості.

## Інтернет-ресурси
- Nature park Binntal valais.ch